# سسکک زیردم‌حنایی
سسکک زیردم‌حنایی (نام علمی: Prinia burnesii) نام یک گونه از سرده سسکک است.